# La mano bendecida
La mano bendecida (título original en alemán, Die glückliche Hand, Op. 18) es un Drama mit Musik ("drama con música") en cuatro escenas con música y libreto en alemán de Arnold Schönberg. Se estrenó en Viena, el 24 de octubre de 1924. 

## Historia
Fue compuesto entre 1910 y 1913. Como Erwartung, compuesta un año antes, estuvo muy influida por el libro de Otto Weininger Sexo y carácter. A diferencia de Erwartung, Schönberg escribió el libreto para La mano bendecida él mismo. El mensaje subyacente de la pieza es que el hombre sigue cometiendo una y otra vez los mismos errores.
La trama está desarrollada a partir de acontecimientos de la vida personal de Schönberg. La música de Schönberg no era ya tan bien recibida como en años anteriores. También, dos años antes de la composición de la obra, Mathilde, la esposa de Schönberg, tuvo una relación con el pintor Richard Gerstl y aunque ella volvió con Schönberg, esto tuvo un efecto perdurable en su relación.
Esta ópera rara vez se representa en la actualidad; en las estadísticas de Operabase aparece con sólo 2 representaciones en el período 2005-2010.

## Argumento
El drama se desarrolla en un acto en el que hay cuatro escenas. Dura alrededor de veinte minutos.
La puesta en escena de La mano bendecida es compleja, debido a la amplitud de efectos escénicos que se han de combinar con el uso de iluminación coloreada.
El drama representa un ciclo inexorable de la difícil situación del hombre y empieza y termina con el personaje masculino luchando con el monstruo a su espalda. El personaje masculino canta sobre su amor por una joven mujer (mimo) pero, a pesar de este amor, ella lo deja por un caballero bien vestido (mimo). Él siente que ella lo ha dejado temporalmente y al final, cuando ella vuelve, él la perdona y vuelve su felicidad. De nuevo la mujer se retira. Se ve más tarde a la mujer con el caballero, y el solista masculino implora a la mujer que se quede con él, pero ella escapa y da un puntapié a una roca dirigida a él. Esta roca se transforma en el monstruo que se vio al principio a la espalda del hombre. De esta manera, el drama acaba donde empezó.